# Volkswagen hrošč
Volkswagen hrošč (nemško Volkswagen Käfer, uradno Volkswagen Typ 1) je dvovratni osebni avtomobil z zadaj nameščenim motorjem, ki ga je med letoma 1938 in 2003 proizvajalo in prodajalo nemško podjetje Volkswagen.
Zaradi kvalitetne izdelave, preprostega vzdrževanja in nizke cene je postal v drugi polovici 20. stoletja prodajno najuspešnejši avtomobil vseh časov, ki so ga do konca proizvodnje leta 2003 izdelali v več kot 21 milijonih primerkov. Imel je zračno hlajen protibatni motor, ki je poganjal zadnja kolesa, prostor za voznika ter štiri potnike. Prtljažni prostor je bil pod sprednjim pokrovom in za zadnjo klopjo. Prvi hrošči so imeli motor z delovno prostornino 995 ccm in 25 km (19 kW) ter vzmetenje s torzijskimi vzmetmi, v kasnejših letih pa so dizajn postopno izboljševali, tako da so nastale številne različice.
Poleg izboljšav je podjetje razvilo še druga vozila s hroščevo šasijo, med njimi ikonični VW kombi. Leta 1997 so na trg poslali »novega hrošča«, ki po obliki močno posnemal svojega predhodnika, vendar je izdelan na podvozju golfa 4. generacije.

## Zgodovina
Hrošč je nastal na pobudo nemškega kanclerja Adolfa Hitlerja, ki si je zamislil kompakten in zanesljiv družinski avtomobil za široke množice. Ferdinandu Porschu je naročil načrt za avtomobil, ki bi lahko prevažal petčlansko družino s hitrostjo 100 km/h po nemških Autobahnih, pri čemer je moral biti enostaven za vzdrževanje. Stal naj bi 990 Reichsmark, kar je predstavljalo 31 tedenskih plač povprečnega delavca, subvencioniran je bil po programu Kraft durch Freude (po 1938 se je nekaj časa uradno imenoval KdF-Wagen). Porsche je s sodelavci razvil več prototipov, proizvodnjo pa je preprečil izbruh druge svetovne vojne, med katero so razvito šasijo uporabili za vojaška vozila.
Po porazu Tretjega rajha so se zavezniki namenili popolnoma razstaviti nemško težko industrijo. Tovarno in načrte za hrošča je rešil britanski častnik Ivan Hirst, ki je sprva želel proizvodnjo preseliti v Združeno kraljestvo, vendar britanska industrija ni bila zainteresirana. Namesto tega so vzpostavili proizvodnjo v Nemčiji. Avtomobil se je hitro izkazal za uspešnico in sčasoma so ga izvažali na vse celine. Da bi zadostili povpraševanju, so jih kasneje po licenci proizvajale tudi tovarne v drugih državah, med letoma 1973 in 1976 tudi sarajevska tovarna TAS. Leta 1972 je proizvodnja s skupno več kot 15 milijoni primerkov presegla prejšnjega rekorderja, Fordov model T.
Šele proti koncu 20. stoletja so novi modeli avtomobilov povzročili večji upad povpraševanja. Proizvodnja nekaj deset tisoč primerkov letno se je nadaljevala še v začetku drugega tisočletja, do 2003, ko je bil v Mehiki izdelan poslednji hrošč.